# Marsat
Marsat település Franciaországban, Puy-de-Dôme megyében. Lakosainak száma 1452 fő (2022. január 1.). Marsat Châteaugay, Malauzat, Mozac és Riom községekkel határos.

## Népesség
A település népességének változása:
| Lakosok száma | 1225 | 1283 | 1356 | 1360 | 1399 | 1425 | 1456 | 1479 | 1452 |
|               | 2013 | 2015 | 2016 | 2017 | 2018 | 2019 | 2020 | 2021 | 2022 |